# Georgi Demetradze
Georgi Demetradze (grúzul: გიორგი დემეტრაძე; oroszul: Георгий Шалвович Деметрадзе (Georgij Salvovics Gyemetradze); Tbiliszi, Szovjetunió, 1976. szeptember 26. –) grúz labdarúgócsatár.